# Lijst van voetbalinterlands Thailand - Zuid-Korea
Deze lijst van voetbalinterlands is een overzicht van alle officiële voetbalwedstrijden tussen de nationale teams van Thailand en Zuid-Korea. De landen hebben tot op heden 63 keer tegen elkaar gespeeld. De eerste ontmoeting, een vriendschappelijke wedstrijd, werd gespeeld in Kuala Lumpur op 8 augustus 1961. Het laatste duel, een kwalificatiewedstrijd voor het Wereldkampioenschap voetbal 2026, vond plaats op 26 maart 2024 in Bangkok.

## Wedstrijden
| №  | Plaats       | Datum             | Competitie                 | Wedstrijd             | Uitslag |
| -- | ------------ | ----------------- | -------------------------- | --------------------- | ------- |
| 1  | Kuala Lumpur | 8 augustus 1961   | Vriendschappelijk          | Thailand − Zuid-Korea | 1 − 3   |
| 2  | Bangkok      | 4 november 1961   | Vriendschappelijk          | Thailand − Zuid-Korea | 1 − 4   |
| 3  | Jakarta      | 27 augustus 1962  | Aziatische Spelen 1962     | Zuid-Korea − Thailand | 3 − 2   |
| 4  | Kuala Lumpur | 11 augustus 1963  | Vriendschappelijk          | Thailand − Zuid-Korea | 1 − 5   |
| 5  | Kuala Lumpur | 29 augustus 1964  | Vriendschappelijk          | Thailand − Zuid-Korea | 0 − 2   |
| 6  | Kuala Lumpur | 14 augustus 1965  | Vriendschappelijk          | Thailand − Zuid-Korea | 3 − 2   |
| 7  | Kuala Lumpur | 21 augustus 1966  | Vriendschappelijk          | Thailand − Zuid-Korea | 1 − 2   |
| 8  | Bangkok      | 10 december 1966  | Aziatische Spelen 1966     | Thailand − Zuid-Korea | 3 − 0   |
| 9  | Saigon       | 7 november 1967   | Vriendschappelijk          | Zuid-Korea − Thailand | 3 − 1   |
| 10 | Kuala Lumpur | 21 augustus 1968  | Vriendschappelijk          | Thailand − Zuid-Korea | 1 − 2   |
| 11 | Kuala Lumpur | 4 november 1969   | Vriendschappelijk          | Thailand − Zuid-Korea | 0 − 3   |
| 12 | Kuala Lumpur | 9 november 1969   | Vriendschappelijk          | Zuid-Korea − Thailand | 2 − 1   |
| 13 | Bangkok      | 23 november 1969  | Vriendschappelijk          | Thailand − Zuid-Korea | 0 − 0   |
| 14 | Kuala Lumpur | 31 juli 1970      | Vriendschappelijk          | Thailand − Zuid-Korea | 0 − 0   |
| 15 | Bangkok      | 14 november 1970  | Vriendschappelijk          | Thailand − Zuid-Korea | 0 − 0   |
| 16 | Bangkok      | 20 november 1970  | Vriendschappelijk          | Thailand − Zuid-Korea | 0 − 1   |
| 17 | Bangkok      | 15 december 1970  | Aziatische Spelen 1970     | Thailand − Zuid-Korea | 1 − 2   |
| 18 | Seoel        | 2 mei 1971        | Vriendschappelijk          | Zuid-Korea − Thailand | 1 − 0   |
| 19 | Kuala Lumpur | 18 augustus 1971  | Vriendschappelijk          | Thailand − Zuid-Korea | 0 − 4   |
| 20 | Bangkok      | 16 november 1971  | Vriendschappelijk          | Thailand − Zuid-Korea | 0 − 1   |
| 21 | Bangkok      | 18 mei 1972       | Azië Cup 1972              | Thailand − Zuid-Korea | 1 − 1   |
| 22 | Jakarta      | 6 juni 1972       | Vriendschappelijk          | Zuid-Korea − Thailand | 3 − 2   |
| 23 | Kuala Lumpur | 24 juli 1972      | Vriendschappelijk          | Thailand − Zuid-Korea | 0 − 2   |
| 24 | Seoel        | 20 september 1972 | Vriendschappelijk          | Zuid-Korea − Thailand | 3 − 0   |
| 25 | Bangkok      | 26 november 1972  | Vriendschappelijk          | Thailand − Zuid-Korea | 1 − 0   |
| 26 | Seoel        | 19 mei 1973       | WK 1974 kwalificatie       | Zuid-Korea − Thailand | 4 − 0   |
| 27 | Kuala Lumpur | 31 juli 1973      | Vriendschappelijk          | Thailand − Zuid-Korea | 0 − 0   |
| 28 | Kuala Lumpur | 30 juli 1974      | Vriendschappelijk          | Thailand − Zuid-Korea | 1 − 1   |
| 29 | Teheran      | 4 september 1974  | Aziatische Spelen 1974     | Zuid-Korea − Thailand | 1 − 0   |
| 30 | Bangkok      | 20 december 1974  | Vriendschappelijk          | Thailand − Zuid-Korea | 1 − 3   |
| 31 | Bangkok      | 24 maart 1975     | Azië Cup 1976 kwalificatie | Thailand − Zuid-Korea | 1 − 0   |
| 32 | Kuala Lumpur | 8 augustus 1975   | Vriendschappelijk          | Thailand − Zuid-Korea | 0 − 6   |
| 33 | Bangkok      | 23 december 1975  | Vriendschappelijk          | Thailand − Zuid-Korea | 2 − 1   |
| 34 | Kuala Lumpur | 13 augustus 1976  | Vriendschappelijk          | Thailand − Zuid-Korea | 1 − 2   |
| 35 | Bangkok      | 15 december 1976  | Vriendschappelijk          | Thailand − Zuid-Korea | 2 − 1   |
| 36 | Bangkok      | 25 december 1976  | Vriendschappelijk          | Thailand − Zuid-Korea | 1 − 3   |
| 37 | Kuala Lumpur | 19 juli 1977      | Vriendschappelijk          | Thailand − Zuid-Korea | 1 − 4   |
| 38 | Seoel        | 3 september 1977  | Vriendschappelijk          | Zuid-Korea − Thailand | 3 − 1   |
| 39 | Bangkok      | 9 november 1977   | Vriendschappelijk          | Thailand − Zuid-Korea | 0 − 1   |
| 40 | Jakarta      | 20 juni 1978      | Vriendschappelijk          | Thailand − Zuid-Korea | 0 − 1   |
| 41 | Kuala Lumpur | 17 juli 1978      | Vriendschappelijk          | Thailand − Zuid-Korea | 0 − 3   |
| 42 | Bangkok      | 20 december 1978  | Aziatische Spelen 1978     | Thailand − Zuid-Korea | 1 − 3   |
| 43 | Daejeon      | 27 augustus 1980  | Vriendschappelijk          | Zuid-Korea − Thailand | 4 − 0   |
| 44 | Kuala Lumpur | 24 oktober 1980   | Vriendschappelijk          | Thailand − Zuid-Korea | 0 − 0   |
| 45 | Bangkok      | 23 november 1980  | Vriendschappelijk          | Thailand − Zuid-Korea | 0 − 0   |
| 46 | Bangkok      | 3 december 1980   | Vriendschappelijk          | Thailand − Zuid-Korea | 0 − 0   |
| 47 | Koeweit      | 24 april 1981     | WK 1982 kwalificatie       | Zuid-Korea − Thailand | 5 − 1   |
| 48 | Kuala Lumpur | 16 september 1981 | Vriendschappelijk          | Thailand − Zuid-Korea | 1 − 1   |
| 49 | Bangkok      | 10 november 1981  | Vriendschappelijk          | Thailand − Zuid-Korea | 0 − 1   |
| 50 | Bangkok      | 9 mei 1982        | Vriendschappelijk          | Thailand − Zuid-Korea | 0 − 3   |
| 51 | Bangkok      | 17 mei 1982       | Vriendschappelijk          | Thailand − Zuid-Korea | 0 − 0   |
| 52 | Suwon        | 6 juni 1983       | Vriendschappelijk          | Zuid-Korea − Thailand | 4 − 0   |
| 53 | Daejeon      | 4 juni 1985       | Vriendschappelijk          | Zuid-Korea − Thailand | 3 − 2   |
| 54 | Daejeon      | 14 juni 1987      | Vriendschappelijk          | Zuid-Korea − Thailand | 4 − 2   |
| 55 | Beijing      | 5 oktober 1990    | Aziatische Spelen 1990     | Zuid-Korea − Thailand | 1 − 0   |
| 56 | Bangkok      | 21 juni 1992      | Azië Cup 1992 kwalificatie | Thailand − Zuid-Korea | 2 − 1   |
| 57 | Bangkok      | 1 maart 1997      | WK 1998 kwalificatie       | Thailand − Zuid-Korea | 1 − 3   |
| 58 | Seoel        | 31 mei 1997       | WK 1998 kwalificatie       | Zuid-Korea − Thailand | 0 − 0   |
| 59 | Bangkok      | 29 januari 1998   | Vriendschappelijk          | Thailand − Zuid-Korea | 0 − 2   |
| 60 | Bangkok      | 14 december 1998  | Aziatische Spelen 1998     | Zuid-Korea − Thailand | 1 − 2   |
| 61 | Bangkok      | 27 maart 2016     | Vriendschappelijk          | Thailand − Zuid-Korea | 0 − 1   |
| 62 | Seoel        | 21 maart 2024     | WK 2026 kwalificatie       | Zuid-Korea − Thailand | 1 − 1   |
| 63 | Bangkok      | 26 maart 2024     | WK 2026 kwalificatie       | Thailand − Zuid-Korea | 0 − 3   |

## Samenvatting
| Competitie            | Totaal gespeeld | Winst Thailand | Gelijk | Winst Zuid-Korea | Doelsaldo Thailand – Zuid-Korea |
| --------------------- | --------------- | -------------- | ------ | ---------------- | ------------------------------- |
| WK-kwalificatie       | 6               | 0              | 2      | 4                | 3 − 16                          |
| Azië Cup              | 1               | 0              | 1      | 0                | 1 − 1                           |
| Azië Cup-kwalificatie | 2               | 2              | 0      | 0                | 3 − 1                           |
| Aziatische Spelen     | 7               | 2              | 0      | 5                | 9 − 11                          |
| Vriendschappelijk     | 47              | 4              | 10     | 33               | 28 − 95                         |
| Totaal                | 63              | 8              | 13     | 42               | 44 − 124                        |

FAT · A-internationals · Bondscoaches · Statistieken · Thais vrouwenelftal · Thailand U21 · Thailand U20 · Thailand U19 · Thailand U18 · Thailand U17
1950 – 1959 · 
1960 – 1969 · 
1970 – 1979 · 
1980 – 1989 · 
1990 – 1999 · 
2000 – 2009 · 
2010 – 2019 ·
2020 − 2029
Asian Cup 1972 ·
Asian Cup 1992 · 
Asian Cup 1996 · 
Asian Cup 2000 · 
Asian Cup 2004 · 
Asian Cup 2007
OS 1956 · 
OS 1968
1956 · 
1957 · 
1958 · 
1959 · 
1960 · 
1961 · 
1962 · 
1963 · 
1964 · 
1965 · 
1966 · 
1967 · 
1968 · 
1969 · 
1970 · 
1971 · 
1972 · 
1973 · 
1974 · 
1975 · 
1976 · 
1977 · 
1978 · 
1979 · 
1980 · 
1981 · 
1982 · 
1983 · 
1984 · 
1985 · 
1986 · 
1987 · 
1988 · 
1989 · 
1990 · 
1991 · 
1992 · 
1993 · 
1994 · 
1995 · 
1996 · 
1997 · 
1998 · 
1999 · 
2000 · 
2001 · 
2002 · 
2003 · 
2004 · 
2005 · 
2006 · 
2007 · 
2008 · 
2009 · 
2010 · 
2011 · 
2012 · 
2013 ·
2014 ·
2015 ·
2016 ·
2017 ·
2018 ·
2019 ·
2020 ·
2021 ·
2022 ·
2023
Afghanistan ·
Australië ·
Bahrein ·
Bangladesh ·
Bhutan ·
Brazilië ·
Brunei ·
Bulgarije ·
Cambodja ·
China ·
Congo-Brazzaville ·
Denemarken ·
Duitsland ·
Egypte ·
Estland ·
Faeröer ·
Filipijnen ·
Finland ·
Gabon ·
Georgië ·
Ghana ·
Hongkong ·
India ·
Indonesië ·
Irak ·
Iran ·
Israël ·
Japan ·
Jemen ·
Jordanië ·
Kameroen · 
Kazachstan ·
Kenia ·
Kirgizië ·
Koeweit ·
Laos ·
Letland ·
Libanon ·
Liberia ·
Libië ·
Liechtenstein ·
Luxemburg ·
Macau ·
Malediven ·
Maleisië ·
Malta ·
Marokko ·
Myanmar ·
Nederland ·
Nepal ·
Nieuw-Zeeland ·
Nigeria ·
Noord-Ierland ·
Noord-Korea ·
Noorwegen ·
Oezbekistan ·
Oman ·
Oost-Timor ·
Pakistan ·
Palestina ·
Papoea-Nieuw-Guinea ·
Polen ·
Qatar ·
Saoedi-Arabië ·
Singapore ·
Slowakije ·
Sri Lanka ·
Suriname ·
Syrië ·
Taiwan ·
Tadzjikistan ·
Trinidad en Tobago ·
Turkmenistan ·
Uruguay ·
Verenigde Arabische Emiraten ·
Verenigde Staten ·
Vietnam ·
Zuid-Afrika ·
Zuid-Korea ·
Zuid-Vietnam ·
Zweden
KFA · A-internationals · Selecties · Bondscoaches · Zuid-Koreaans vrouwenelftal · Olympisch elftal · Zuid-Korea U21 · Zuid-Korea U20 · Zuid-Korea U19 · Zuid-Korea U18 · Zuid-Korea U17
1940 – 1949 ·
1950 – 1959 ·
1960 – 1969 ·
1970 – 1979 ·
1980 – 1989 ·
1990 – 1999 ·
2000 – 2009 ·
2010 – 2019 ·
2020 − 2029
WK 1954 · 
WK 1986 · 
WK 1990 · 
WK 1994 · 
WK 1998 · 
WK 2002 · 
WK 2006 · 
WK 2010 · 
WK 2014 · 
WK 2018
OS 1948 ·
OS 1964 ·
OS 1988 ·
OS 1992 ·
OS 1996 ·
OS 2000 ·
OS 2004 ·
OS 2008 ·
OS 2012 ·
OS 2016 ·
OS 2020
1948 ·
1949 ·
1950 · 
1951 · 1952 · 
1953 · 
1954 · 
1955 · 
1956 · 
1957 · 
1958 · 
1959 ·
1960 · 
1961 · 
1962 · 
1963 · 
1964 · 
1965 · 
1966 · 
1967 · 
1968 · 
1969 ·
1970 · 
1971 · 
1972 · 
1973 · 
1974 · 
1975 · 
1976 · 
1977 · 
1978 · 
1979 ·
1980 · 
1981 · 
1982 · 
1983 · 
1984 · 
1985 · 
1986 · 
1987 · 
1988 · 
1989 ·
1990 ·
1991 · 
1992 · 
1993 · 
1994 · 
1995 · 
1996 · 
1997 · 
1998 · 
1999 · 
2000 · 
2001 · 
2002 · 
2003 · 
2004 · 
2005 · 
2006 · 
2007 · 
2008 · 
2009 · 
2010 · 
2011 ·
2012 ·
2013 ·
2014 ·
2015 ·
2016 ·
2017 ·
2018 ·
2019 ·
2020 ·
2021 ·
2022 ·
2023 ·
2024
Afghanistan ·
Algerije ·
Angola ·
Argentinië ·
Australië ·
Bahrein ·
Bangladesh ·
België ·
Bolivia ·
Bosnië en Herzegovina ·
Brazilië ·
Brunei ·
Bulgarije ·
Burkina Faso ·
Cambodja ·
Canada ·
Chili ·
China ·
Colombia ·
Costa Rica ·
Cuba ·
Denemarken ·
Duitsland ·
Ecuador ·
Egypte ·
El Salvador ·
Engeland ·
Filipijnen ·
Finland ·
Frankrijk ·
Georgië ·
Ghana ·
Griekenland ·
Guam ·
Guatemala ·
Haïti ·
Honduras ·
Hongarije ·
Hongkong ·
IJsland ·
India ·
Indonesië ·
Irak ·
Iran ·
Israël ·
Italië ·
Ivoorkust ·
Jamaica ·
Japan ·
Jemen ·
Joegoslavië ·
Jordanië ·
Kameroen ·
Kazachstan ·
Kenia ·
Kirgizië ·
Koeweit ·
Kroatië ·
Laos ·
Letland ·
Libanon ·
Libië ·
Luxemburg ·
Macau ·
Malediven ·
Maleisië ·
Mali ·
Malta ·
Marokko ·
Mexico ·
Moldavië ·
Mongolië ·
Myanmar ·
Nederland ·
Nepal ·
Nieuw-Zeeland ·
Nigeria ·
Noord-Ierland ·
Noord-Korea ·
Noord-Macedonië ·
Noorwegen ·
Oekraïne ·
Oezbekistan ·
Oman ·
Pakistan ·
Palestina ·
Panama ·
Paraguay ·
Peru ·
Polen ·
Portugal ·
Qatar ·
Roemenië ·
Rusland ·
Saoedi-Arabië ·
Schotland ·
Senegal ·
Servië ·
Servië en Montenegro ·
Singapore ·
Slowakije ·
Soedan ·
Spanje ·
Sri Lanka ·
Syrië ·
Tadzjikistan ·
Taiwan ·
Thailand ·
Togo ·
Trinidad en Tobago ·
Tsjechië ·
Tunesië ·
Turkije ·
Turkmenistan ·
Uruguay ·
Venezuela ·
Verenigde Arabische Emiraten ·
Verenigde Staten ·
Vietnam ·
Wales ·
Wit-Rusland ·
Zambia ·
Zuid-Jemen ·
Zuid-Vietnam ·
Zweden ·
Zwitserland
Algerije (2014) · 
Australië (2015, 2) ·
België (2014) · 
Duitsland (2018) · 
Frankrijk (2006) · 
Griekenland (2010) ·
Mexico (2018) ·
Nigeria (2010) · 
Portugal (2022) · 
Rusland (2014) · 
Togo (2006) · 
Zweden (2018) ·
Zwitserland (2006)